# St. Hilaire Les Cambrai British Cemetery
St. Hilaire Les Cambrai British Cemetery is een Britse militaire begraafplaats gelegen in de Franse plaats Saint-Hilaire-lez-Cambrai (Noorderdepartement). De begraafplaats wordt onderhouden door de Commonwealth War Graves Commission.
De begraafplaats telt 39 geïdentificeerde graven waarvan 31 Gemenebest graven uit de Eerste Wereldoorlog en 8 overige graven uit de Eerste Wereldoorlog.